# Jim Barron
Jim Barron, all'anagrafe James Barron (Tantobie, 19 ottobre 1943) è un allenatore di calcio ed ex calciatore inglese, di ruolo portiere.

## Carriera

### Giocatore
Viene tesserato dal Wolverhampton, club della prima divisione inglese, nel 1961; fa in realtà il suo esordio in prima squadra (e, più in generale, tra i professionisti) solamente nella stagione 1963-1964, all'età di 20 anni, nella quale gioca 7 partite di campionato, a cui aggiunge un'ulteriore presenza in prima divisione nella stagione successiva. Nell'estate del 1965 viene ceduto al Chelsea, altro club di massima serie, con cui nella stagione 1965-1966 gioca una partita di campionato.
Nell'estate del 1966 scende di categoria e va a giocare in terza divisione all'Oxford Utd, dove diventa fin da subito titolare e contribuisce alla vittoria della Third Division 1967-1968, che coincide con la prima promozione in seconda divisione nella storia del club; gioca poi per altre due stagioni in questa categoria, arrivando ad un totale di 152 partite di campionato con la maglia dell'Oxford United, che nell'estate del 1970 lo cede al Nottingham Forest, club di prima divisione, con cui nella stagione 1970-1971 gioca tutte e 42 le partite di campionato. Nella stagione 1971-1972, che il Forest conclude retrocedendo in seconda divisione, gioca invece 37 partite; rimane in squadra, sempre con il ruolo di titolare, anche nel biennio dal 1972 al 1974, in cui colleziona complessivamente 76 partite in seconda divisione, per complessive 155 presenze in campionato in quattro anni con il club.
Tra il 1974 ed il 1977 gioca poi in terza divisione con lo Swindon Town, per poi andare a giocare 10 partite nella NASL con i Connecticut Bicentennials; tra il 1977 ed il 1981, anno in cui all'età di 38 anni si ritira, gioca poi in totale 21 partite in quarta divisione con il Peterborough Utd.
In carriera ha giocato complessivamente 417 partite nei campionati della Football League.

### Allenatore
Subito dopo il ritiro fa ritorno al Wolverhampton, come vice allenatore; nel 1984 diventa anche per un breve periodo allenatore ad interim del club. Nel 1986 allena l'ÍA Akraness, club della prima divisione islandese, con cui vince anche una Coppa d'Islanda. Tornato in patria, trascorre la stagione 1988-1989 sulla panchina del Cheltenham Town, in Football Conference (quinta divisione e più alto livello calcistico inglese al di fuori della Football League).
Negli anni seguenti, oltre a lavorare con vari club come collaboratore tecnico o vice allenatore, ha avuto due parentesi come allenatore ad interim, a Birmingham City (in seconda divisione) e Northampton Town (in terza divisione).

## Palmarès

### Giocatore

#### Competizioni nazionali
- Third Division: 1

Oxford United: 1967-1968

### Allenatore

#### Competizioni nazionali
- Coppa d'Islanda: 1

ÍA Akranes: 1986